# Жан Огюст Маргерит

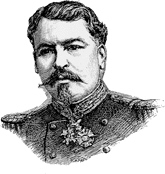
Жан Огюст Маргерит

Жан Огюст Маргерит (фр. Jean Auguste Margueritte) (15 січня 1823 — 6 вересня 1870) — французький генерал.

## Біографія
Сім'я Ж.О. Маргерита переїхала в Алжир у 1831 році. Він приєднався до французької авіаполку, що базувався в Алжирі в 1837 році, а в 1840 був підвищений до сержанта, а потім отримав звання лейтенанта. Між 1862 і 1864 році він був частиною французьких сил в Мексиці, щоб підтримати нещасливу спробу поставити француза на мексиканський престол. Зрештою він покинув Алжир як полковник у 1870 році, а його полк був необхідний, щоб боротися у франко-прусській війні. Він воював у битві при Седані в 1870 році. Він отримав звання генерал-майора на полі бою і був смертельно поранений кілька хвилин потому. Його два сини, Поль (1860–1919) і Віктор (1866–1942), обидва народилися в Алжирі, були помітні французькі письменники. Історія його життя була опублікована під назвою Mon père (1884) його сином Павлом. Кіт барханний, який вперше був виявлений в Алжирі, названий на честь генерала.